# Sept-Îles
Pour les articles homonymes, voir Sept-Îles (homonymie).
Sept-Îles (/sε.t‿il/ ; en innu-aimun : Uashat mak Mani-utenam) est une ville de la municipalité régionale de comté de Sept-Rivières, dans la région administrative de la Côte-Nord, au Québec.

## Histoire

### Lieu de rassemblement des Innus

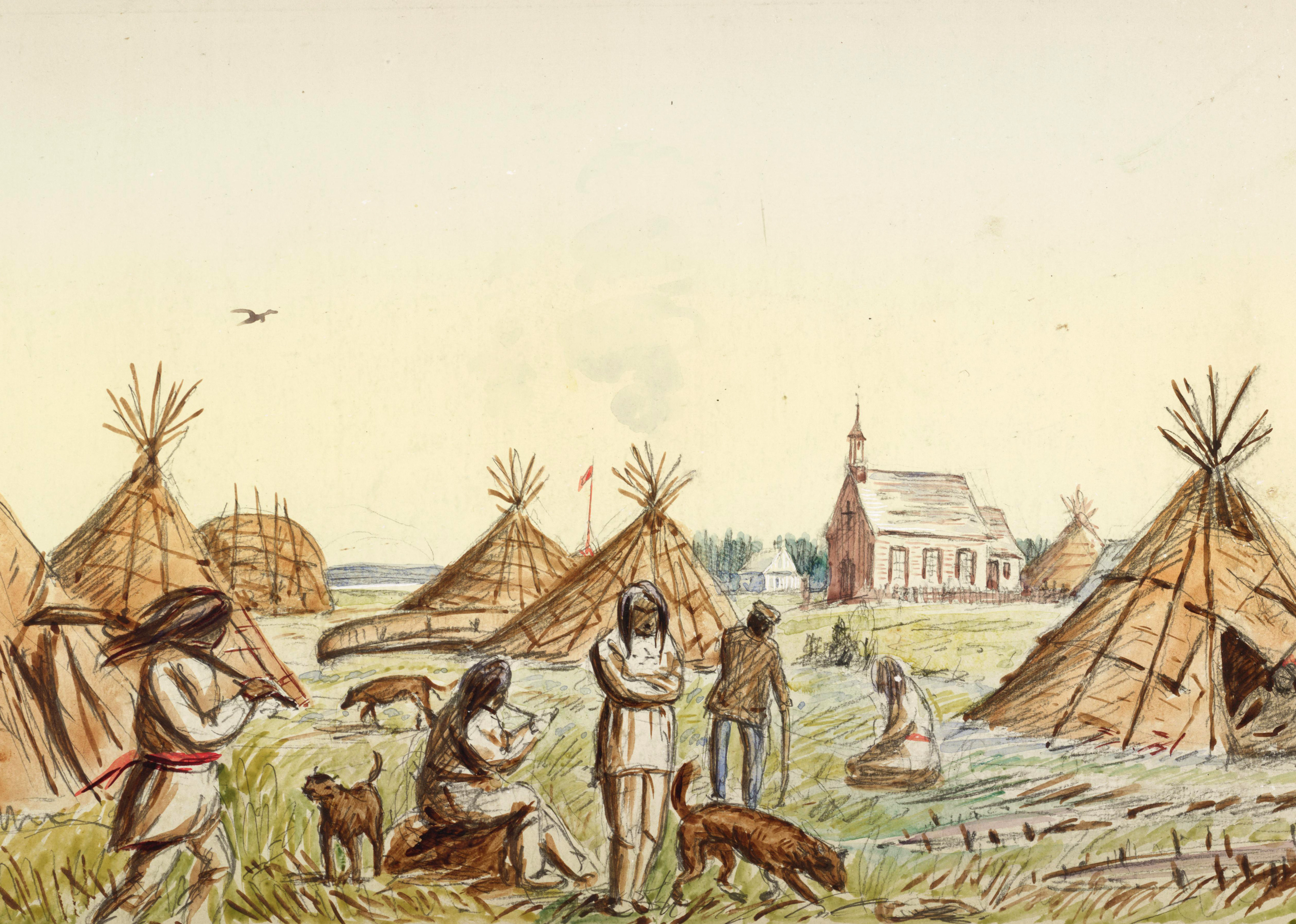
Sept-Îles vers 1863.

Les premiers humains à fréquenter le territoire de Sept-Îles sont les Innus, il y a environ 8 000 ans. La baie de Sept-Îles est alors désignée Uashat, « la grande baie ». Les Micmacs désignent quant à eux l'endroit Chischedec, un nom ancestral de la rivière Moisie.
Les Innus y tiennent leur grand rassemblement d'été, moment de festivités, de commerce et de préparatifs pour le retour dans l'arrière-pays.
Le Regroupement Mamit Innuat (avec plus de 3 000 membres) tient, encore, son siège social dans la ville.
Finalement la bande Innu Takuaikan Uashat Mak Mani-Utenam (avec plus de 4 500 membres) est basée à la réserve de Uashat, située à la limite ouest de Sept-Îles.

### Poste de traite
Au XVIe siècle, des pêcheurs européens mènent des expéditions de pêche sur le littoral de la Côte-Nord  C'est cependant à Jacques Cartier que l'on attribue officiellement la découverte de la baie, le 18 août 1535. Le toponyme Sept-Îles est présent sur la carte de 1597 de Cornelius Wytfliet.

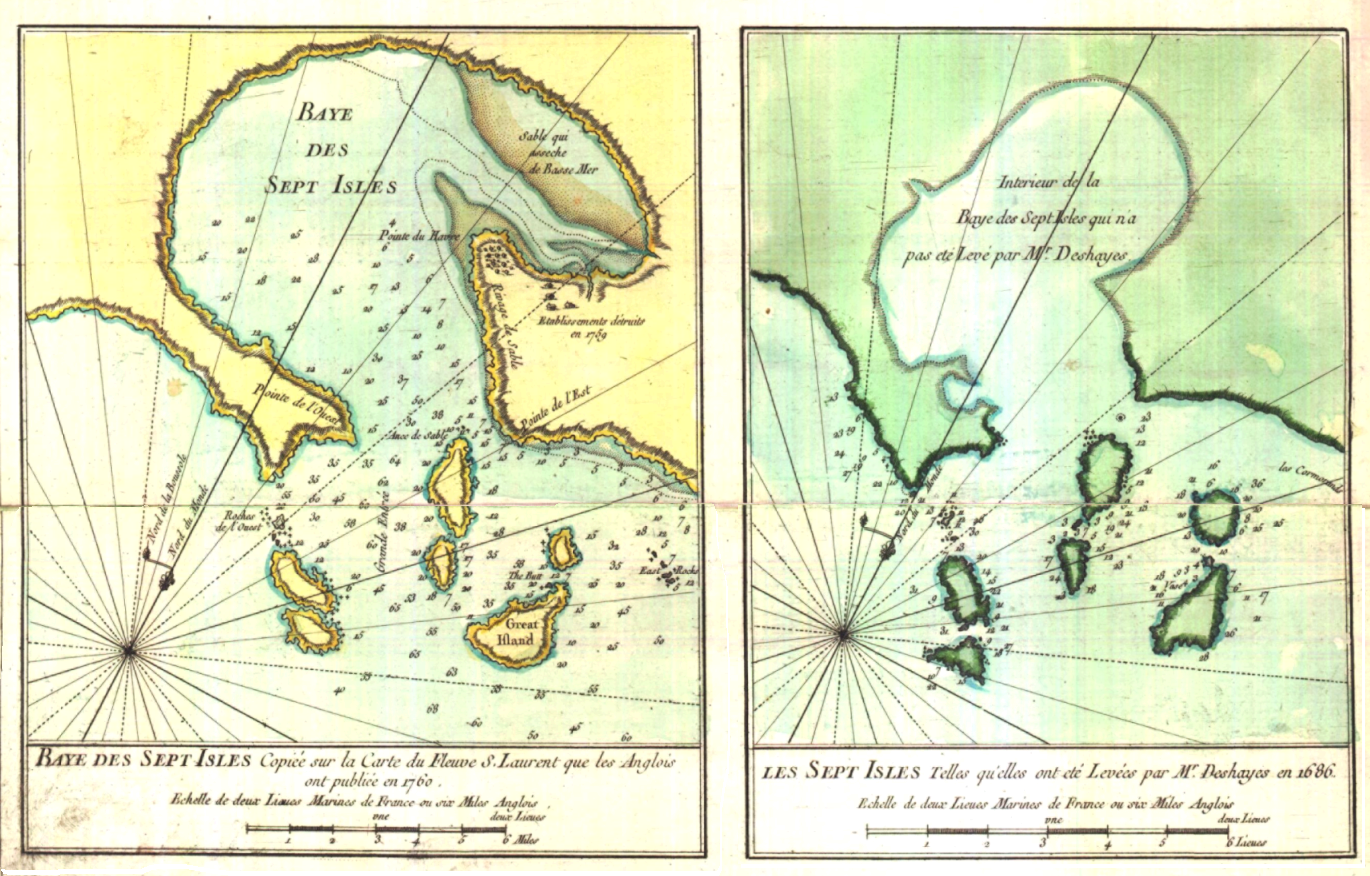
Cartographie de Sept-Îles aux.

À partir des années 1650, les Français installent plusieurs postes de traite le long du littoral dans le cadre du commerce de la fourrure. Durant cette période, Sept-Îles se trouve à l'intérieur du Domaine du roy, un espace interdit au peuplement et réservé au commerce. Le 7 juin 1651, le père jésuite Jean de Quen y célèbre une première messe. Il fonde alors la mission de l'Ange Gardien. Dix ans plus tard, le commerçant François Bissot installe à cet endroit le poste de Sept-Îles. Son exploitation débute vers 1676. Louis Jolliet installe un autre poste à l'embouchure de la rivière Moisie en 1679. De la Première Guerre intercoloniale jusqu'à la Guerre de la Conquête, les Britanniques détruisent le poste à quelques reprises. Il est cependant reconstruit en 1761. Sous le Régime britannique, il est la possession de la Compagnie du Nord-Ouest, de 1802 à 1821, puis de la Compagnie de la Baie d'Hudson.

### Activités commerciales et industrialisation

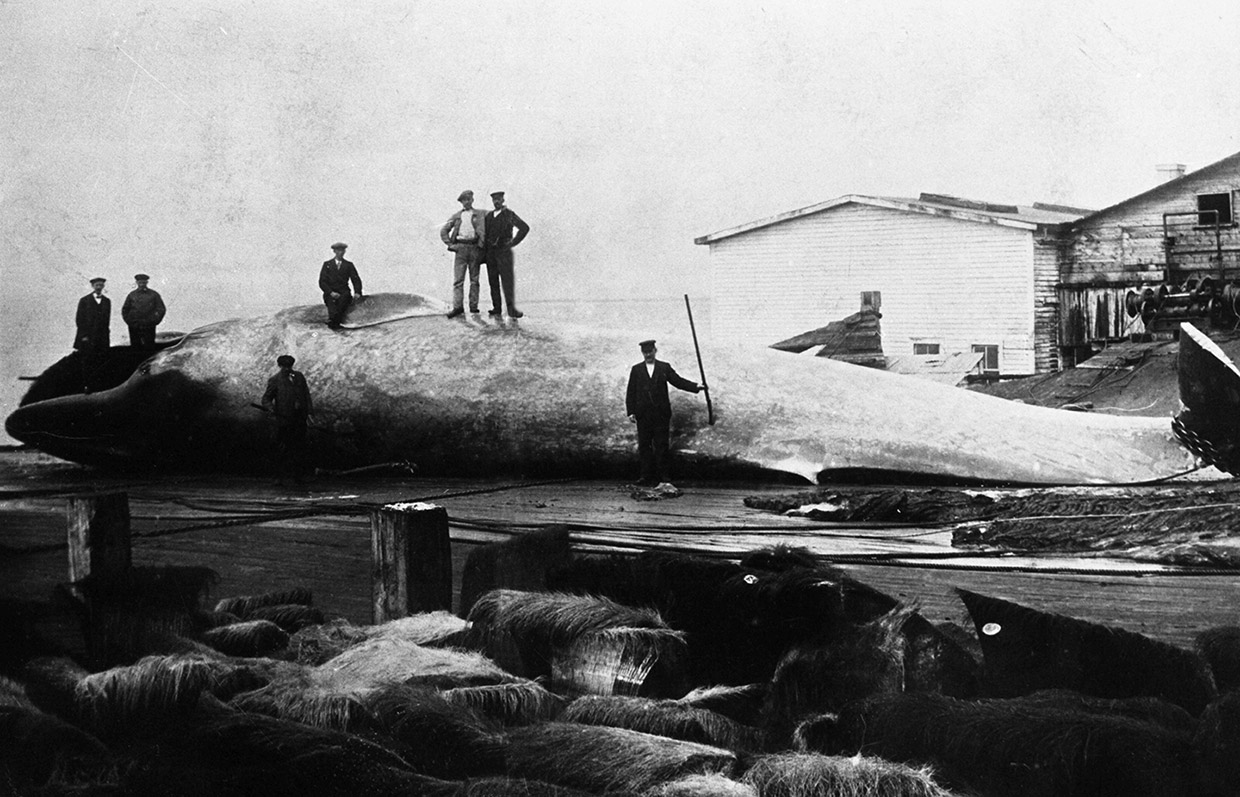
Fabrique d'huile de baleine, en 1910.

Alors que Sept-Îles n'était qu'un lieu d'échange et d'évangélisation avec les Amérindiens, l'endroit commence à être habité de façon permanente par les Blancs vers 1860. Les premières familles sont originaires des îles de la Madeleine et d'ailleurs en Minganie. Elles sont attirées par l'abondance en produits de la mer et le havre naturel que présente la baie. En 1870, un phare est érigé sur l'île du Corossol. Une première école est ouverte en 1878 et une église en 1898.
Avec l'arrivée du XXe siècle, Sept-Îles connaît alors un premier essor économique. Les frères George et William Clarke y établissent une scierie et une centrale hydroélectrique. La municipalité de Clarke City est incorporée en 1908. En 1905, une société norvégienne installe une fabrique d'huile de baleine à la Pointe-Noire. Un chemin de fer est construit pour relier les deux endroits. En 1906, le village devient le siège du vicariat apostolique du golfe Saint-Laurent. Un quai est construit en 1911 et un chantier maritime livre ses premiers navires en 1921. L'exploitation minière débute dans les années 1940.

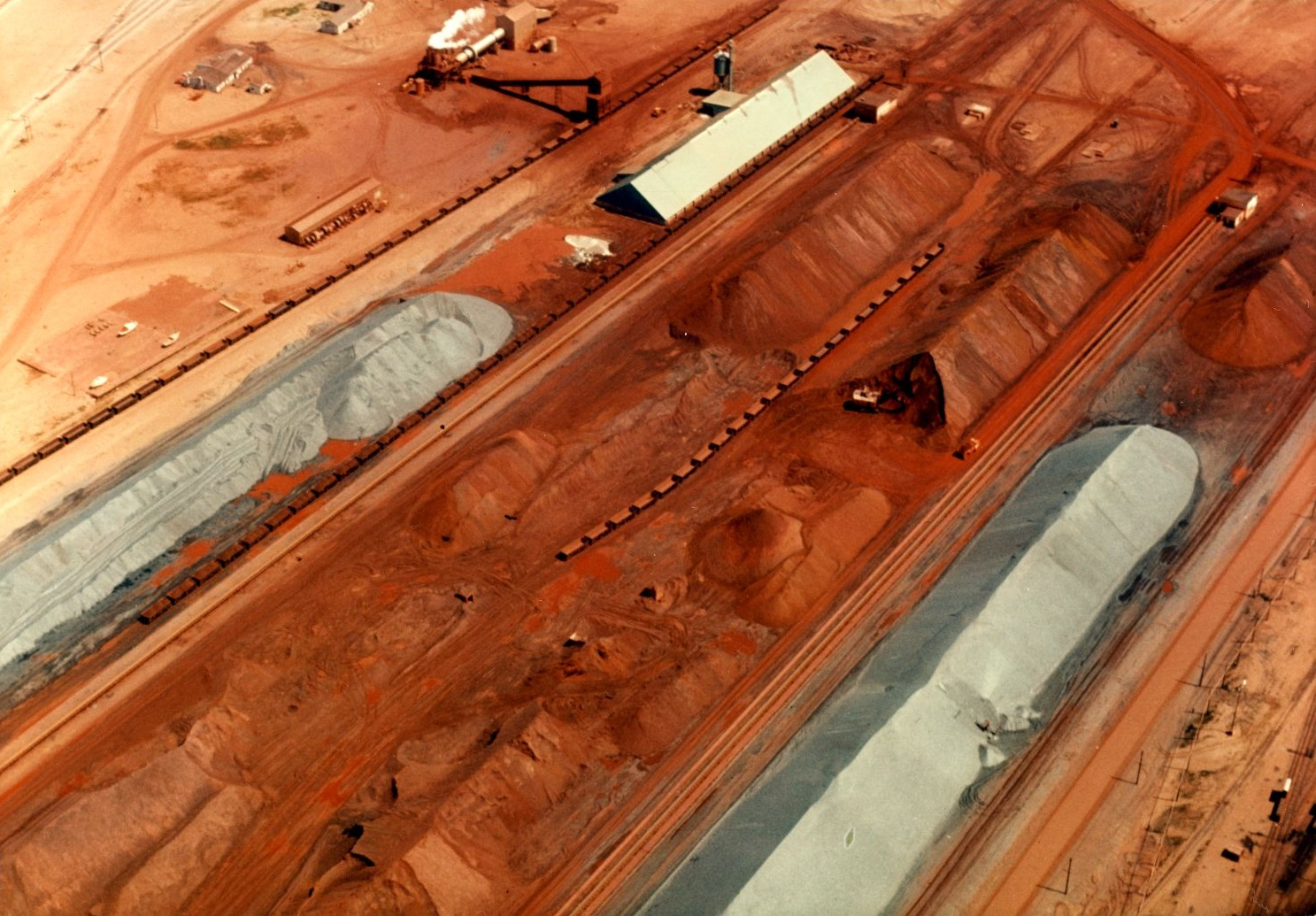
Dépôt de minerai de fer de la compagnie Iron Ore, à Sept-Îles, vers 1950.

### Essor économique et capitale régionale
La ville de Sept-Îles est fondée le 14 mars 1951. De 1 900 habitants, la ville passe à environ 15 000 habitants au début des années 1960 puis atteint un sommet à 31 000, vers 1980. L'exploitation minière propulse l'économie locale et le secteur tertiaire se développe rapidement. Sept-Îles devient alors une capitale régionale, passage obligé pour accéder aux exploitations minières de Labrador City et de Schefferville plus au nord. La ville est dorénavant reliée avec le reste du Québec via la route 138.
En 1970, Clarke City et Sept-Îles sont administrativement fusionnés. Au début des années 1980, la ville ressent les impacts de la crise du fer qui affecte toute la région. L'arrivée de l'Aluminerie Alouette, en 1989, donne toutefois un coup de main à l'économie locale. Les municipalités de Moisie et de Gallix sont fusionnées à Sept-Îles en 2003. De nos jours, Sept-Îles est le principal centre économique et social de la Côte-Nord.

### Héraldique
| Septem emergunt de flumine |
| -------------------------- |

| L'écu de Sept-Îles se blasonne ainsi : D'argent à sept îles de sinople ordonnées 4, 2,1, au chef de sable chargée d'une corne d'abondance d'or versant des pièces du même. Armes parlantes. |

## Géographie
La ville de Sept-Îles se trouve juste au-dessus du 50e parallèle, sur le littoral nord du golfe du Saint-Laurent, approximativement à 230 km à l'est de Baie-Comeau. À la suite d'une fusion le 12 février 2003, la ville actuelle de Sept-Îles rassemble les anciennes municipalités de Gallix et de Moisie.
Le territoire de Sept-Îles s'étend le long des rivages de la baie des Sept Îles, une profonde ouverture de 45 km2 à l'entrée de laquelle se dresse l'archipel des Sept Îles. Parmi les nombreux cours d'eau qui sillonnent le territoire, on compte la rivière Sainte-Marguerite (à l'ouest) et la rivière Moisie (à l'est). Ces deux rivières traversent Sept-Îles depuis le nord et terminent leur course dans le golfe.

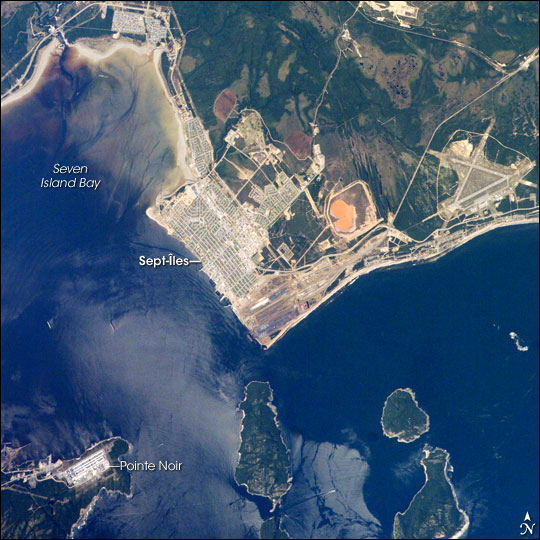
Vue satellite de Sept-Îles.

On retrouve plusieurs plages sablonneuses à Sept-Îles : plage de Gallix; plage de Val-Marguerite; plage Monaghan; plage Ferguson; plage Routhier; plage Lévesque, plage de Moisie, etc.
La région du lac Kachiwiss a fait l'objet d'explorations minières par la société Terra Ventures en raison de la présence d'oxyde d'uranium dans son sol.

### Climat

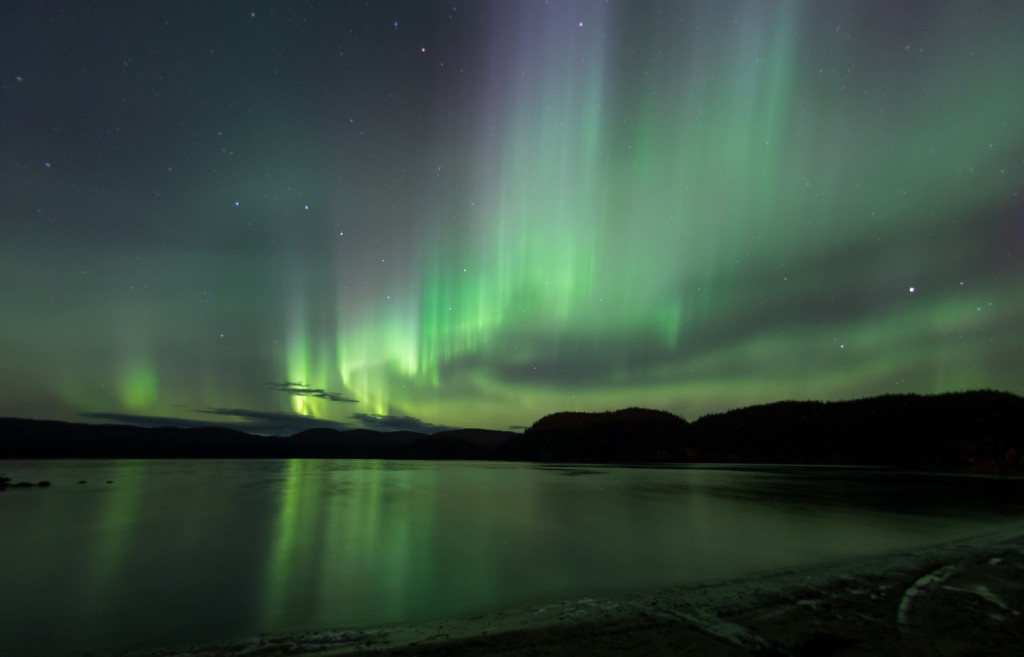
Aurores boréales au lac des Rapides.

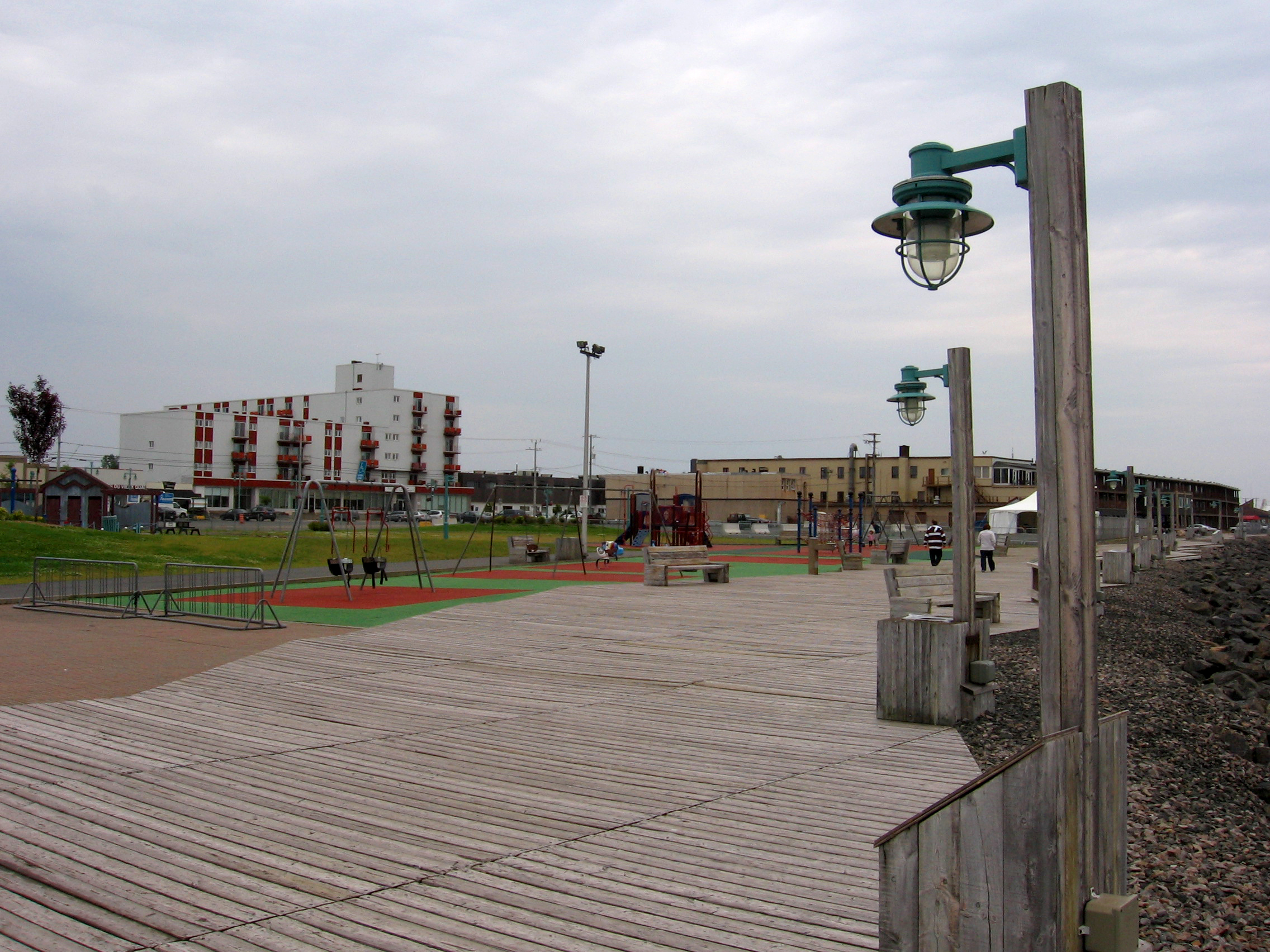
Parc à Sept-Îles.

Sept-îles possède un climat maritime froid. Le maximum moyen de juin à septembre est de 15 à 20 °C alors que celui de décembre à février est −5 à −10 °C. Ceci est dû à deux faits : la ville se situe au 50e parallèle nord et elle est en bordure du golfe du Saint-Laurent dont les eaux ne dépassent que rarement 10 °C. Du printemps à l'automne, la terre se réchauffe avant les eaux et le phénomène de brise de mer oriente les vents du large vers la terre au cours de la journée, soit du secteur est, ce qui limite la hausse du mercure. En hiver, les vents sont surtout du nord grâce à de fréquents anticyclones froids qui se stationnent sur le centre du Québec et des dépressions passant à l'est. Le golfe se couvre de glace également.
La température peut quand même varier fortement quand les vents proviennent de l'intérieur des terres et coupent l'influence maritime. Ainsi, le maximum est de 32,2 °C et le minimum est de −43,3 °C. Les plus hauts taux d’ensoleillement surviennent de décembre à février alors que la température moyenne est de −7 à −15 °C, ainsi qu'en avril où elle monte à 0 °C. Cela permet les activités extérieures à condition de bien se vêtir et que le refroidissement éolien ne soit pas trop grand.
Sur son site web, la ville de Sept-Îles affirme qu'elle se classe au troisième rang parmi les villes les plus ensoleillées du Québec (après Rigaud et Brébeuf), avec 45,8 % de temps sans nuage. Les statistiques ci-dessous montrent qu'il pleut ou neige un jour sur deux et que Sept-Îles compte 173 jours avec précipitations annuellement, contre 163 à Montréal,. De plus, les eaux froides sont très propices à la formation de brouillard alors que des masses d'air plus chaudes et humides passent à leur surface. La brise de mer va donc souvent amener ces brumes sur la ville.
| Mois                                            | jan.          | fév.          | mars          | avril         | mai           | juin         | jui.         | août         | sep.         | oct.          | nov.          | déc.          | année            |
| ----------------------------------------------- | ------------- | ------------- | ------------- | ------------- | ------------- | ------------ | ------------ | ------------ | ------------ | ------------- | ------------- | ------------- | ---------------- |
| Température minimale moyenne (°C)               | −20,8         | −19,3         | −11,7         | −3,7          | 1,7           | 7            | 10,8         | 9,8          | 5,3          | −0,4          | −6,7          | −15,3         | −3,6             |
| Température moyenne (°C)                        | −15,3         | −13,6         | −6,8          | 0,2           | 6,2           | 11,8         | 15,2         | 14,4         | 9,8          | 3,7           | −2,9          | −10,5         | 1                |
| Température maximale moyenne (°C)               | −9,8          | −7,9          | −1,9          | 4             | 10,7          | 16,5         | 19,5         | 19,1         | 14,2         | 7,8           | 1             | −5,6          | 5,6              |
| Record de froid (°C) date du record             | −45,6 1913/29 | −43,9 1913/07 | −37,2 1911/04 | −26,4 1994/02 | −16,1 1922/03 | −7,8 1922/27 | −3,3 1921/30 | −1 2006/27   | −7,8 1922/21 | −18,9 1921/16 | −28,9 1946/29 | −38,3 1912/14 | −45,6 1913/1/29  |
| Record de chaleur (°C) date du record           | 10 1963/01    | 10,6 1954/28  | 16,4 2012/22  | 22,2 1921/30  | 29,4 1940/31  | 37,4 2020/18 | 33,9 1921/06 | 35,6 1928/15 | 30 1946/19   | 25,6 1922/02  | 20 1911/18    | 9,4 1950/04   | 37,4 2020/06/18  |
| Ensoleillement (h)                              | 104           | 134,4         | 150,8         | 170,1         | 223,4         | 221,2        | 240,9        | 220,4        | 154          | 131,2         | 93,5          | 93,7          | 1 937,6          |
| Record de vent (km/h) date du record            | 161 1960/12   | 161 1958/08   | 121 1959/23   | 124 1986/10   | 121 1960/14   | 129 1963/10  | 103 1962/10  | 113 1978/16  | 154 1960/13  | 122 1962/29   | 130 1963/27   | 159 1960/17   | 161 1958/02/08   |
| Précipitations (mm)                             | 81,7          | 68,6          | 81,3          | 92,1          | 86,9          | 99,1         | 104,4        | 84,4         | 108,7        | 104,1         | 109,2         | 99,4          | 1 119,9          |
| dont pluie (mm)                                 | 8,3           | 13,9          | 24,4          | 49,2          | 76,7          | 99,1         | 104,4        | 84,4         | 108,7        | 98            | 62,4          | 18,1          | 747,5            |
| dont neige (cm)                                 | 84,1          | 59,7          | 57,8          | 36,4          | 8,1           | 0            | 0            | 0            | 0,05         | 5,3           | 46            | 87,2          | 384,6            |
| Record de pluie en 24 h (mm) date du record     | 39,8 1992/06  | 88,6 1968/03  | 39,6 1976/28  | 74,9 1973/29  | 69,6 1963/01  | 68,1 1958/14 | 84,8 1945/10 | 76,5 1952/16 | 98,6 1972/04 | 67 1995/28    | 114,6 1966/03 | 59,8 1987/01  | 114,6 1966/11/03 |
| Record de neige en 24 h (cm) date du record     | 52 1996/27    | 49,4 1995/05  | 50,8 1955/27  | 44,6 1986/09  | 29,2 1974/01  | 0,5 1964/16  | 0 1945/01    | 0 1945/01    | 0,6 1997/25  | 28,2 1976/21  | 45,4 1980/29  | 55,8 1996/08  | 55,8 1996/12/08  |
| Nombre de jours avec précipitations             | 16,5          | 13,4          | 13,7          | 12,7          | 13,8          | 13,6         | 16,4         | 14,1         | 13,7         | 15,5          | 14,9          | 15,6          | 173,8            |
| dont nombre de jours avec précipitations ≥ 5 mm | 5,3           | 3,9           | 5,2           | 2,4           | 5,7           | 5,9          | 6,4          | 5,1          | 6,4          | 6,1           | 6,6           | 5,7           | 67,7             |
| Humidité relative (%)                           | 63,4          | 60,3          | 64            | 68            | 66,5          | 67,3         | 70,8         | 70,1         | 71,3         | 69            | 68,9          | 68,1          | 67,3             |
| Nombre de jours avec neige                      | 16,4          | 12,5          | 12,4          | 7,7           | 1,7           | 0            | 0            | 0            | 0,1          | 2,5           | 9,7           | 14,8          | 77,7             |

| Diagramme climatique                                  |               |               |           |             |           |               |             |              |              |            |               |
| J                                                     | F             | M             | A         | M           | J         | J             | A           | S            | O            | N          | D             |
| −9,8−20,881,7                                         | −7,9−19,368,6 | −1,9−11,781,3 | 4−3,792,1 | 10,71,786,9 | 16,5799,1 | 19,510,8104,4 | 19,19,884,4 | 14,25,3108,7 | 7,8−0,4104,1 | 1−6,7109,2 | −5,6−15,399,4 |
| Moyennes : • Temp. maxi et mini °C • Précipitation mm |               |               |           |             |           |               |             |              |              |            |               |

## Démographie

### Population
| 1981   | 1986   | 1991   | 1996   | 2001   | 2006   | 2011   | 2016   | 2021   |
| ------ | ------ | ------ | ------ | ------ | ------ | ------ | ------ | ------ |
| 29 262 | 25 637 | 24 848 | 25 224 | 25 392 | 25 514 | 25 686 | 25 400 | 24 569 |

(Source des données: Recensement du Canada, Statistique Canada)

### Langues
En 2011, sur une population de 25 350 habitants, Sept-Îles comptait 95,7 % de francophones, 2,3 % d'anglophones et 2 % d'allophones (innu-aimun) .

## Administration

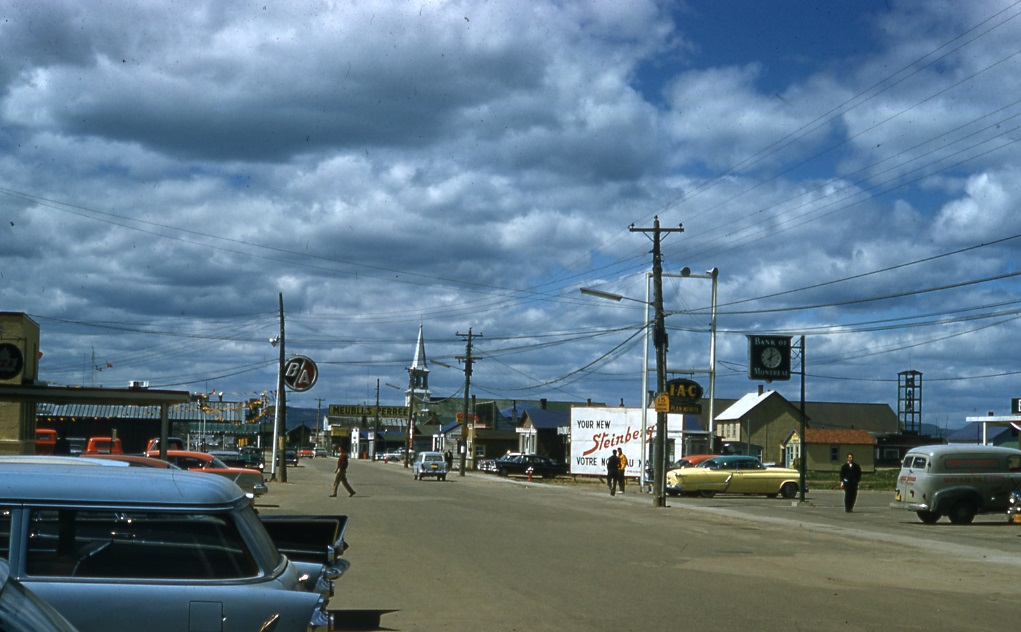
Rue Principale de Sept-Îles en 1959.

Les élections municipales se font en bloc pour le maire et les dix conseillers.
| Sept-Îles Maires depuis 2006                                                                                         |                           |                           |          |
| Élection | Maire                     | Qualité                   | Résultat |
| 2005 | Élection reportée en 2006 | Élection reportée en 2006 | Voir     |
| 2006 | Ghislain Lévesque         |                           | Voir     |
| 2009 | Serge Lévesque            |                           | Voir     |
| 2013 | Réjean Porlier            |                           | Voir     |
| 2017 | Réjean Porlier            | Voir                      |          |
| 2021 | Steeve Beaupré            |                           | Voir     |
| sept. 2023 | Guylaine Lejeune          | Mairesse suppléante       | Voir     |
| nov. 2023 | Denis Miousse             |                           | Voir     |
| Élection partielle en italique Depuis 2005, les élections sont simultanées dans toutes les municipalités québécoises |                           |                           |          |

## Transport
L'aéroport de Sept-Îles relie la municipalité avec plusieurs villes du Québec et du Labrador.

## Économie

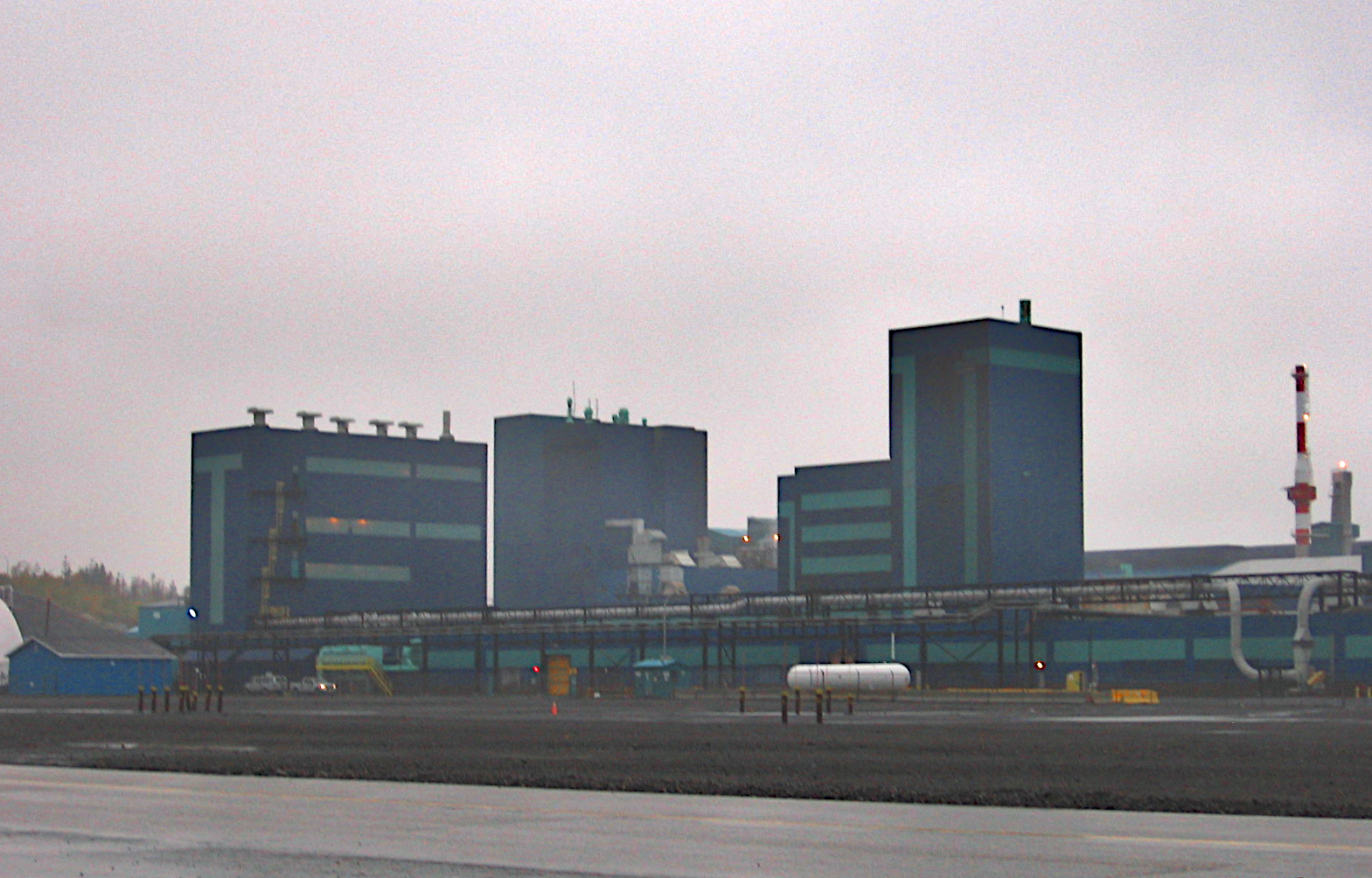
Aluminerie Alouette.

À proximité d’un imposant réseau hydroélectrique, la municipalité dispose d’un port en eaux profondes et d’un bassin de ressources humaines et naturelles aux qualités remarquables. L'aéroport de Sept-Îles relie la municipalité à plusieurs villes du Québec.
Le port de Sept-Îles transborde le fer du Labrador et une importante quantité de lingots d'aluminium grâce à l'aluminerie Alouette. Étant le plus important port de marchandises de vrac sec en Amérique du Nord, le port de Sept-Îles a un volume d'activité annuel de près de 30 millions de tonnes.
À la suite d'investissements de 220 millions de dollars canadiens pour un nouveau quai multi-usagers, le port de Sept-Îles sera en mesure d’accueillir des navires vraquiers de taille Chinamax à la suite de l'inauguration du quai en avril 2018.
Les pêcheries sont un autre secteur important de l'économie : le crabe, la crevette, les mollusques y sont notamment exploités. L'industrie des petits fruits tels la chicouté, l'airelle, la framboise et le bleuet prend également de l'ampleur dans la région.

### Statistiques
Le taux de chômage y est de 9 % (2016) et les secteurs d'activité de l'industrie primaire y sont :
- production d'aluminium de première fusion ;
- industrie minière (principalement l'expédition de minerai de fer extrait dans la fosse du Labrador) ;
- exploitation forestière et industrie de la pêche, dont voici les dix plus importants points de débarquement :
  - Sept-Îles
  - Havre-Saint-Pierre
  - Rivière-au-Tonnerre
  - Mingan
  - Baie-Comeau
  - Kégaska
  - Harrington Harbour
  - Natashquan
  - Baie-Trinité
  - Port-Cartier

## Environnement

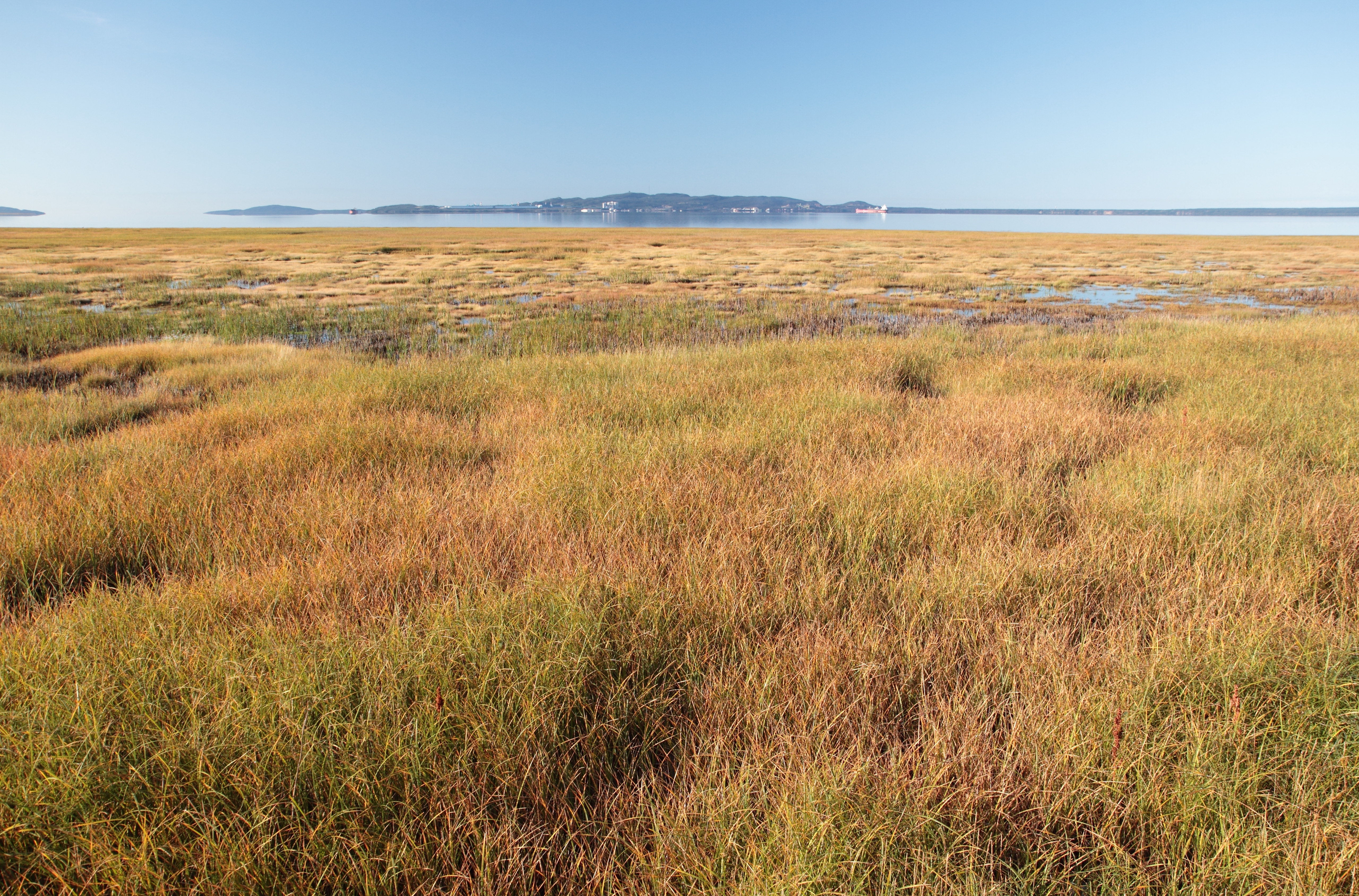
Marais maritime dans la baie de Sept-Îles.

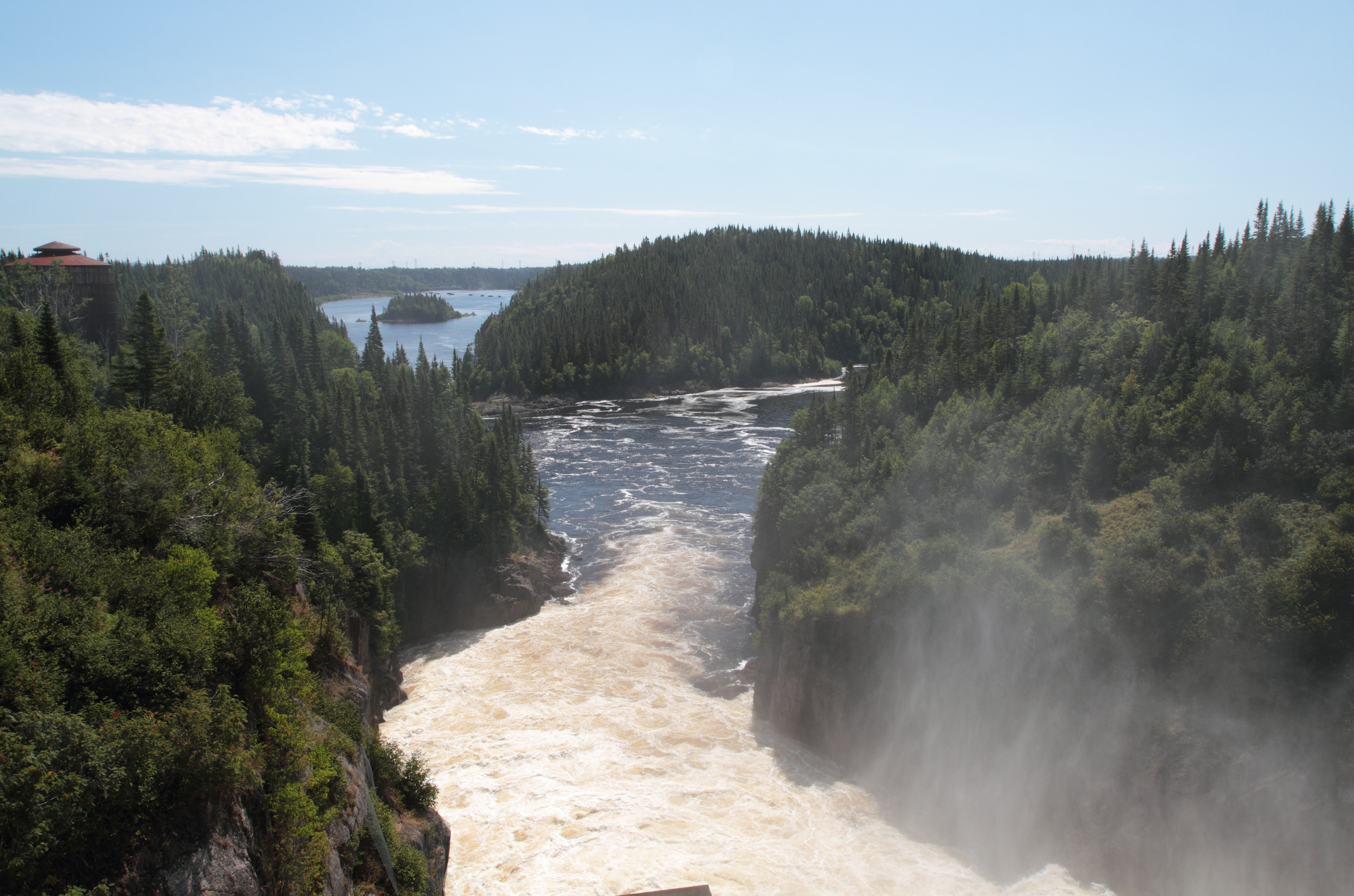
La rivière Sainte-Marguerite, près de Sept-Îles.

En 1979, la Corporation de protection de l’environnement de Sept-Îles (CPESI) a été la première corporation environnementale paramunicipale et sans but lucratif à voir le jour au Québec.
À son actif, la Corporation compte plusieurs réalisations :
- Collecte annuelle de résidus domestiques dangereux
- Récupération et recyclage
- Collecte des arbres de Noël
- Donation et plantation d’arbres
- Concours Sept-Îles plus Vert
- Étude sur les milieux humides
- Étude sur l’habitat du poisson dans la baie de Sept-Îles
- Étude des aires de reproduction de l’éperlan arc-en-ciel
- Protection d’une tourbière témoin
- Valorisation de la rivière du Poste
- Collaboration à des mesures de compensation de perte d’habitat
- Contribution à la création d’emplois par l’aménagement d’espaces verts et de pistes cyclables…
- sensibilisation dans les écoles primaires

La Corporation de protection de l’environnement de Sept-Îles exerce son mandat de maintes façons : présence dans les écoles, tenue d’expositions et de salons, collaboration au bulletin La Côte-Nord Saine et Sauve, etc. Elle a également contribué à la fondation du Conseil régional de l’environnement de la Côte-Nord, à Stratégie Saint-Laurent, au comité ZIP de la rive nord de l’estuaire du Saint-Laurent et de la Côte-Nord du Golfe du Saint-Laurent.
Le 2 juin 2023, un état d’urgence est déclaré et 10 000 habitants sont évacués à cause d'un incendie de forêt hors de contrôle.

## Tourisme

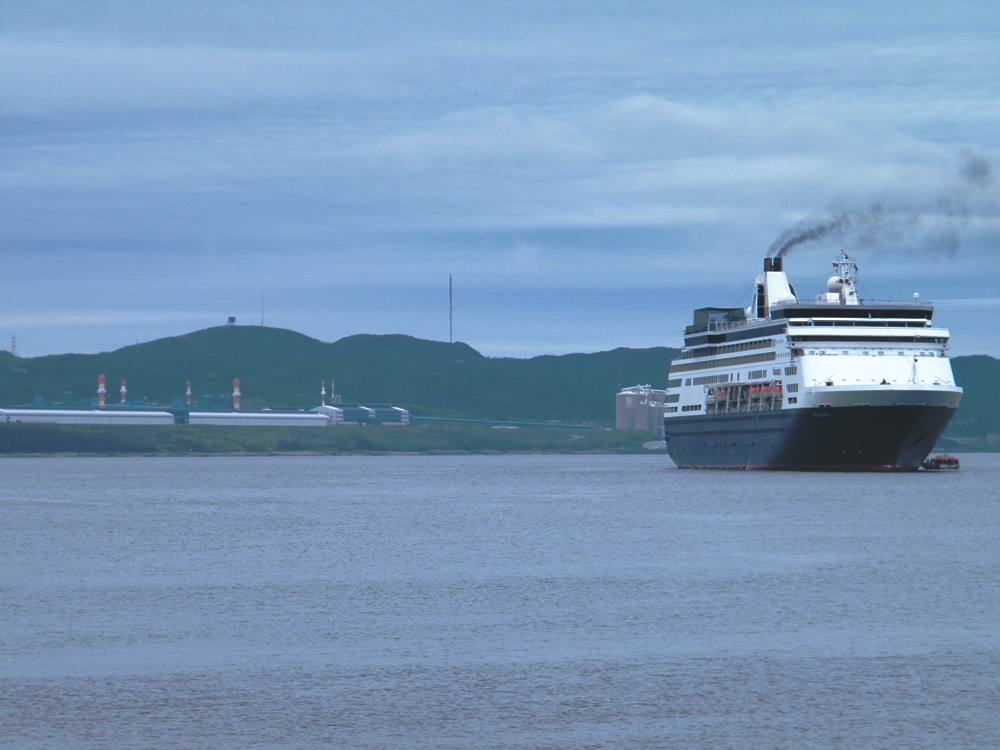
Le MS Maasdam en visite à Sept-Îles.

La corporation Tourisme Sept-îles est responsable du développement de l'industrie touristique de la municipalité. Cet organisme s'occupe de divers sites comme le Centre de Plein-air du Lac des Rapides ainsi que des activités de camping reliées à l'Île Grande Basque.
Sept-îles accueille aussi plusieurs navires de croisière à chaque année. Ces escales sont dirigées par la corporation Destination Sept-Îles Nakauinanu.

## Éducation
On retrouve plusieurs établissements d'enseignement à Sept-Îles. La ville abrite entre autres le Centre d'études universitaires de l'Est de la Côte-Nord, affilié à l'université du Québec à Chicoutimi, ainsi que le Cégep de Sept-Îles. Elle compte également deux écoles secondaires publiques francophones (École Jean-du-Nord et École Manikoutai), une école secondaire anglophone (École secondaire Queen Elizabeth) et une privée (Institut d'enseignement de Sept-Îles).

## Culture
Musées
fondés par André Michel
- Musée des Sept-îles, au Vieux-Poste, fondé en 1975
- Musée régional de la Côte-Nord, fondé en 1985
- Shaputuan, le musée du peuple Innu, fondé en 1998
- Salle Jean-Marc-Dion (Salle de Spectacles), fondée en 1993

Autres
- Atelier de la 8e île, rivière Moisie. Fabrique de ponts entre les gens. Fondé par l'artiste Johanne Roussy, en 2006[43],[44],[45]
- PANACHE art actuel. Regroupement d'artistes en arts visuels. Fondé en 2008 par une dizaine d'artistes professionnels de la Côte-Nord.

## Sport
Sept-Îles a accueilli les Jeux du Québec à l'été 1983 et à l'été 2007.
Sept-Îles abrite aussi l'aréna Guy-Carbonneau, qui peut accueillir 500 spectateurs, et l'aréna Conrad-Parent, dont la capacité d'accueil atteint 1 584 spectateurs.

## Septiliens notables
- Gustave Blouin, homme politique.
- Guy Carbonneau, joueur et entraîneur de hockey sur glace.
- Kateri Champagne Jourdain, femme politique.
- Karen Cliche, actrice.
- Louis-Jean Cormier, auteur-compositeur-interprète, chanteur de groupe Karkwa et chanteur solo.
- Dany Deslongchamps, coureur cycliste.
- David Desrosiers, bassiste pour le groupe de rock canadien Simple Plan.
- Steve Duchesne, joueur de hockey sur glace.
- Karl Dykhuis, joueur de hockey sur glace.
- Eric Girard, banquier et homme politique
- Guillaume Leblanc, athlète.
- Mario Saint-Amand, acteur et chanteur.
- Denis Thériault, écrivain.
- Rob Zettler, joueur et entraîneur de hockey sur glace.